# Timin
A timin, vagy 5-metil-uracil egy pirimidin nukleobázis, amely a DNS-ben található. Az RNS-ben uracil helyettesíti a legtöbb esetben. A timin az adeninnel képezhet bázispárt.
A timin dezoxiribózzal timidin nukleozidot képez, ez pedig foszforilálható 1, 2 vagy 3 foszfátcsoporttal, ezzel TMP-t, TDP-t vagy TTP-t (timidin mono-, di- vagy trifoszfát) hozva létre.
A timin név a csecsemőmirigy latin (thymus) ill. görög (θύμος) nevéből származik. A vegyületet Albrecht Kossel és Albert Neumann 1893-ban izolálta először egy borjú tímuszából. 

## Tulajdonságai
A timin szilárd, kristályos vegyület. Magas hőmérsékleten (318-321 °C) olvad, bomlás közben. A hidroxipirimidinekhez hasonlóan laktám-laktim tautomériát mutat. Kémiai tulajdonságai hasonlóak az uracil kémiai tulajdonságaihoz, például dilaktám alakban metil-jodid hatására N-metil származékká alakul.
Vízben, etanolban, dietil-éterben és dimetil-szulfoxidban csekély mértékben oldódik.